# 페마른벨트 터널

페마른벨트 터널의 위치

페마른벨트 터널(독일어: Fehmarnbelt-Querung, 덴마크어: Femern Bælt-forbindelsen)은 독일 페마른섬과 페마른벨트 해협을 거쳐 덴마크 롤란섬을 연결하는 해저 터널이다. 2017년에 착공하여 2028년에 개통될 예정이다.

## 같이 보기
- 게이트웨이 프로그램